# Palazzo Malta
Palazzo Malta, oficjalnie nazywany Palazzo Magistrale, znany też jako Palazzo di Malta lub Palazzo dell’Ordine di Malta – najważniejsza z dwóch siedzib Suwerennego Rycerskiego Zakonu Szpitalników Świętego Jana, z Jerozolimy, z Rodos i z Malty (drugą jest Villa Malta), niezależnego zakonu rycerskiego. Mieści się przy Via dei Condotti 68 w Rzymie, w rione Campo Marzio. Budynek ma eksterytorialność, darowaną przez rząd włoski; jest własnością Zakonu.

## Kontekst
12 czerwca 1798 roku wojska francuskie pod dowództwem Napoleona Bonaparte zajęły wyspę Maltę, będącą bazą Zakonu św. Jana z Jerozolimy, zwanego też Zakonem Maltańskim. Zakon otrzymał wyspę w roku 1530 od Karola V, cesarza Świętego Cesarstwa Rzymskiego. Napoleon pozostawił na wyspie spory garnizon oraz starannie dobraną administrację. W następstwie powstania maltańskiego, 5 września 1800 roku wyspę przejęli Brytyjczycy. Postanowieniem pokoju paryskiego, 30 marca 1814 roku Malta stała się brytyjską kolonią.

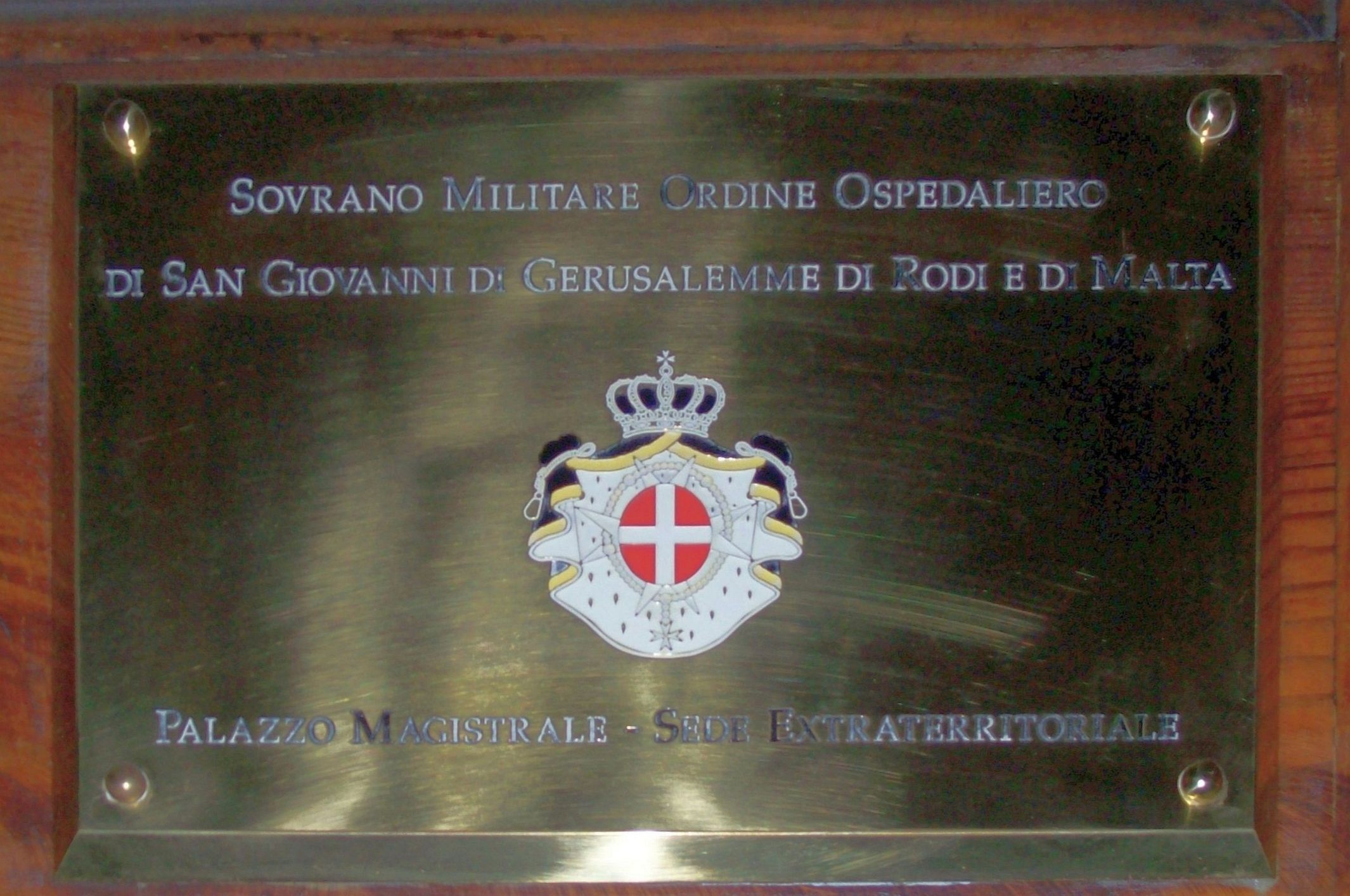
Tabliczka przy wejściu

W ten sposób Zakon Maltański został pozbawiony jakiegokolwiek terytorium i został skutecznie rozwiązany. Reaktywowano go jednak w 1834 roku pod nową nazwą „Suwerenny Rycerski Zakon Szpitalniczy pod wezwaniem św. Jana z Jerozolimy, Rodos i Malty”, lub po prostu „Suwerenny Rycerski Zakon Maltański” (SMOM). Nowa siedziba została ustanowiona w Palazzo Malta. W 1869 roku Palazzo Malta i druga siedziba Zakonu Villa Malta uzyskały eksterytorialność. Dzisiaj są one uznawane przez 106 państw jako niezależna siedziba suwerennego podmiotu, z ustanowieniem wzajemnych stosunków dyplomatycznych.

## Historia

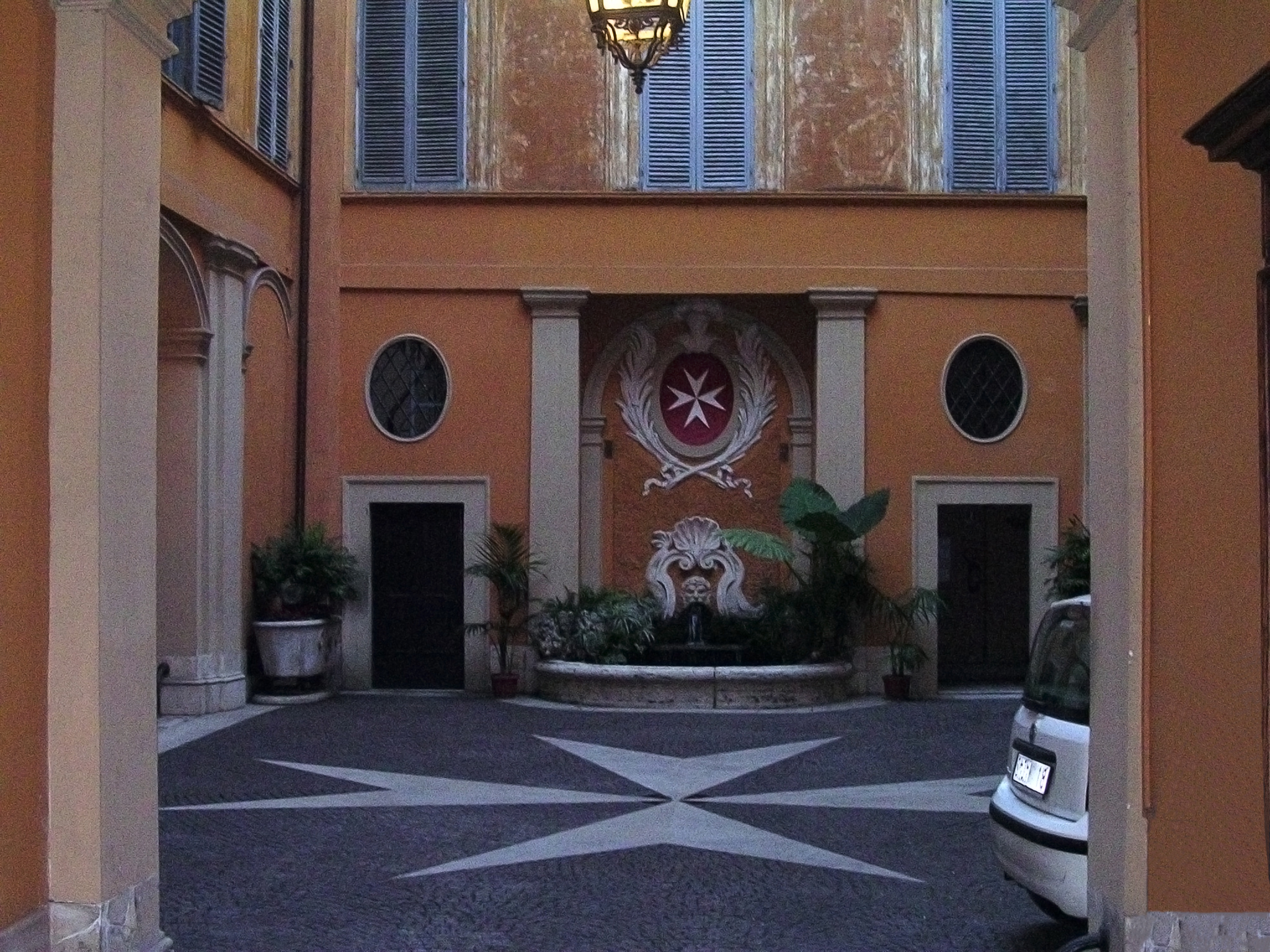
Dziedziniec Palazzo di Malta

Budynek nazywany dziś Palazzo Malta został zakupiony w XVI wieku przez urodzonego na Malcie włoskiego archeologa Antonio Bosio, którego wuj był przedstawicielem Zakonu św. Jana przy Stolicy Apostolskiej. Kiedy w roku 1629 Bosio zmarł, przekazał Zakonowi w testamencie budynek, który z czasem stał się domem ambasadora Zakonu przy Stolicy Świętej. Kiedy ambasadorem został Carlo Aldobrandini, powiększył budynek do jego dzisiejszych rozmiarów.
W latach dwudziestych XVIII wieku Wielki Mistrz Antonio Manoel de Vilhena powierzył Carlo Gimachowi odnowienie i dodatkowe upiększenie pałacu. Informacja ta pochodzi z listów wymienianych pomiędzy Wielkim Mistrzem i ambasadorem Zakonu w Rzymie, Giambattistą Spinola. Odnowienie obejmowało m.in. instalację okazałej fontanny na dziedzińcu. Budynek pełnił rolę ambasady aż do roku 1834, kiedy cały Zakon przeniósł tutaj swoją siedzibę.
Budynek został gruntownie odnowiony w latach 1889–1894, lecz większość oryginalnych cech została zachowana.
Od 11 marca 2008 roku do stycznia roku 2017, w budynku mieszkał Fra’ Matthew Festing, 79. Książę i Wielki Mistrz Suwerennego Rycerskiego Zakonu Maltańskiego. Tam też wykonuje się większość obowiązków rządowych i administracyjnych.

## Architektura
Parter budynku wykonany jest z ociosanych bloków kamiennych. Wejście do pałacu zwieńczone jest architrawem z solidnymi wspornikami, podtrzymującymi balkon powyżej. Okna na pierwszym piętrze zwieńczone są tympanonami, naprzemiennie trójkątnymi i wygiętymi w łuk. Okna drugiego piętra wykończone są architrawami. Cały budynek zwieńczony jest gzymsem ozdobionym konsolami.